# 2892 Filipenko
2892 Filipenko (1983 AX2) là một tiểu hành tinh vành đai chính được phát hiện ngày 13 tháng 1 năm 1983 bởi Lyudmila Karachkina ở Nauchnyj.